# Соболєво (Старорусський район)
Соболєво (рос. Соболево) — присілок в Старорусському районі Новгородської області Російської Федерації.
Населення становить 61 особу. Входить до складу муніципального утворення Медниковське сільське поселення.

## Історія
Від 2004 року входить до складу муніципального утворення Медниковське сільське поселення.

## Населення
| 2010 |
| ---- |
| 61   |